# Chill (gioco di ruolo)
Chill è un gioco di ruolo con un'ambientazione horror classica pubblicato dalla Pacesetter nel 1984.

## Ambientazione
Chill è un gioco di ruolo di ambientazione horror moderna, in cui i giocatori affrontano mostri classici come vampiri, lupi mannari, mummie, fantasmi, goblin e ghoul. I giocatori assumono il ruolo di investigatori appartenenti all'organizzazione segreta S.A.V.E. (dal latino "Societas Albae Viae Eternitata", ovvero "Società eterna della via bianca"), fondata nel 1844 con il preciso scopo di dare la caccia a questi mostri e proteggere l'umanità.
Nella seconda edizione del gioco il nome della società segreta venne cambiato in "Societas Argenti Viae Eternitata" ("Società eterna della via d'argento")

## Sistema di gioco
Il sistema di gioco è lo stesso usato dalla Pacesetter per i suoi altri regolamenti Timemaster e Star Ace adattato per il genere horror. Le caratteristiche dei personaggi sono generate casualmente, ma ricevono punti abilità con i quali acquistare le abilità, inoltre ogni personaggio può possedere delle limitate capacità magiche o psioniche. Le azioni (dal combattere ai tiri contro paura) vengono risolte confrontando il tiro di un tiro percentuale su una tabella azione.

## Storia editoriale
Il gioco venne originariamento pubblicato dalla Pacesetter nel 1984, come set in scatola contenente due manuali (Campaign Book di 16 pagine e Horrors from the Unknown di 32 pagine) un libretto di 8 pagine con personaggi pregenerati e la spiegazione di come usare la tabella azione, un'avventura di 16 pagine (Terror in Warwick House), 140 counter in cartoncino e tre dadi a dieci facce. Il regolamento venne supportato con regolari uscite fino alla chiusura della Pacesetter nel 1986.
Secondo la recensione di White Dwarf è adatto a principianti, le regole non sono sempre chiarissime sono ben illustrate dagli esempi, anche se i mostri classici non sono così spaventosi e ben presto viene perso l'effetto novità. Inoltre è perdente nel confronto con l'ottimo Il richiamo di Cthulhu pubblicato tre anni prima.. Secondo Schick Chill è più una parodia delle storie horror, che un omaggio ad esse, con un tono decisamente più leggero di quello di Il richiamo di Cthulhu e rapido da giocare.
Nel 1990 Chill venne comprato dalla Mayfair Games, che pubblicò una nuova edizione, che diede un tono più serio al gioco e proseguì le pubblicazioni fino al 1993 quando decise di abbandonare il campo dei giochi di ruolo e concentrarsi sui giochi da tavolo.
Complessivamente, tra moduli di avventura e espansioni alle regole, vennero pubblicati ventitré volumi tra il 1984 e il 1993.
La Other World Creations annunciò la produzione di una terza edizione, che però venne sospesa nel 2007, dopo 24 versione di test. Nel maggio 2009 venne annunciato una raccolta fondi sul modello della Arc Dreams e della Pagan Publishing per la pubblicazione del supplemento Targets of Opportunity per Delta Green , ma la somma desiderata (25000 $) non è stata raggiunta.
Entrambe le edizioni di Chill sono state tradotte in francese, la prima edizione è stata tradotta nel 1984 dalla Schmidt Spiele (Chill - Initiation au Jeu d'Epouvante), mentre la seconda è stata tradotta nel 1994 dalla Oriflam.
La Target Games pubblicò tra il 1985 e il 1987 un'edizione di svedese intitolata Chock.

## Pubblicazioni

### Edizione Pacesetter
La Pacesetter ha pubblicato il seguente materiale:
- David Ladyman, Michael Williams, Chill: Adventures into the Unknown, 1984, ISBN 0-917609-00-X. Set in scatola.
- Gali Sanchez , Chill Master's Screen, 1984. Schermo del master, include una breve avventura per un singolo giocatore, Castle Dracula.
- Jon Brunelle, Isle of the Dead, 1984. Scenario.
- Garry Spiegle, Highland Terror, 1984, ISBN 0-917609-05-0. Scenario ambientato a Loch Ness.
- Michael Williams, Things, 1984, ISBN 0-917609-09-3. Supplemento su animali, bestie e discipline malvagie
- Gali Sanchez, Vengeance of Dracula. Avventura basata sul "Dracula" di Bram Stoker, 1984. ISBN 0-917609-10-7.
- Gali Sanchez, Carl Smith, Village of Twilight, 1984. Avventura ambientata nel Messico.
- Gali Sanchez, Michael Williams, Vampires, 1985, ISBN 0-917609-25-5. Supplemento sui vampiri scritto in forma di pagine di un diario.
- Jon Brunelle, Thutmose's Night (scenario), 1985, ISBN 0-917609-20-4.
- Troy Denning, Blood Moon Rising, 1985, ISBN 0-917609-32-8. Scenario alla caccia di un lupo mannaro.
- Gali Sanchez, Deathwatch on the Bayou, 1985, ISBN 0-917609-29-8. Due avventure abimentate nella bayou della Louisiana.
- Mark Acres, Gali Sanchez, Michael (1985). Evenings of Terror with Elvira: Raccolta di nove avventure presentate da Elvira, padrona dell'oscurità. ISBN 0-917609-08-5.
- Gali Sanchez, Haunter of the Moor, 1985, ISBN 0-917609-19-0. Tre avventure ambientate nel luogo fittizio di Moorcrest Manor nel Devon, ma in epoche diverse, 1894, 1940 e 1982.
- Mark Acres, Creature Feature, 1986, ISBN 0-917609-24-7. Guida per interpretare i mostri, piuttosto che i cacciatori di mostri.
- Jon Brunelle, Death on Tour, 1986, ISBN 0-917609-27-1. Scenario, una serie di omicidi vampirici sono legati a una banda rock.
- Robert Garcia (a cura di). Chilled to the Bone,  ISBN 0923763449. Antologia di racconti brevi.
- Troy Denning, Black Morn Manor, 1985. Gioco da tavolo. È stato pubblicato anche in Germania e Francia.[9]

### Edizione Mayfair
La Mayfair ha pubblicato il seguente materiale:
- David Ladyman, Michael Williams, Chill Core Rulebook, 1990, ISBN 0-923763-85-6. Manuale base, seconda edizione.
- Gali Sanchez, Chill Master's Screen, 1990. Schermo del master, per la seconda edizione. L'avventura Castle Dracula è sostanzialmente la stessa, ma con le statistiche per la second edizione.
- Michael Williams, Chill Accessory Pack, 1990, ISBN 0-923763-25-2. Include lo schermo del master, una mappa del mondo e uno scenario Isle of the Dead.
- Gali Sanchez, Michael Williams, Vampires, 1990, ISBN 0-923763-27-9. Il supplemento sui vampiri aggiornato alla seconda edizione.
- Nigel Findley, Philip Athans Apparitions, 1991, ISBN 0-923763-32-5. Supplemento su fantasmi e infestazioni spiritiche.
- Ray Winninger, Chill Companion, 1991, ISBN 0-923763-86-4. Supplemento.
- Nigel Findley, Horrors of North America, 1991, ISBN 0-923763-86-4. Supplemento sul Nord America e il Canada, mostri e luoghi leggendari.
- Geoff Pass, Lycanthropes, 1991, ISBN 0-923763-30-9. Supplemento sui licantropi.
- Wayne Goldsmith, Veil of Flesh, 1992, ISBN 0-923763-40-6. Avventura contro una cospirazione mondiale per rimpiazzare i leader mondiali con delle copie.
- Nigel Findley, Voodoo, 1992, ISBN 0-923763-53-8. Supplemento sul voodoo, include l'avventura Drums in the night.
- David J. Rust, Undead & Buried, 1992, ISBN 0-923763-53-8. Avventura contro un culto cannibale.
- Mike Nystul, The Beast Within, 1993, ISBN 0-923763-59-7. Manuale per assumere il ruolo dei mostri.
- Lee Agosta, Jeff R. Leason, Things, 1993, ISBN 0-923763-84-8. Supplemento con nuovi mostri.
- Lee Calamaio, Allen Fawcett, Steve Guy, Julie Holverson, Shaun Horner, Tom Smith, Jay Tummelson, Unknown Providence: SAVE in New England, 1996, ISBN 1-56905-105-4. Supplemento sul New England, con quattro avventure.